# Kevin Deeromram
Kevin Deeromram (thailändisch เควิน ดีรมรัมย์, * 11. September 1997 in Stockholm) ist ein thailändisch-schwedischer Fußballspieler.

## Karriere

### Verein
Kevin Deeromram erlernte das Fußballspielen in der Jugendmannschaft von Djurgårdens IF  in Stockholm in seinem Geburtsland Schweden. Während seiner Jugend wurde er 2015 an den deutschen Club Werder Bremen nach Bremen ausgeliehen. Hier spielte er von Anfang 2015 bis Mitte 2015 neunmal in der A-Junioren-Bundesliga. Nach der Rückkehr gehörte er zum Team der U-21. Von März 2016 bis November 2016 wurde er an den schwedischen Club Åtvidabergs FF ausgeliehen. Der Verein aus Åtvidaberg spielte in der zweiten Liga des Landes, der Superettan. 2017 wechselte er in das Geburtsland seiner Mutter. In Thailand unterschrieb er einen Vertrag beim Erstligisten Ratchaburi Mitr Phol in Ratchaburi. Für Ratchaburi absolvierte er 28 Spiele in der Thai League. Nach einer Saison ging er 2018 nach Bangkok, wo er sich dem Ligakonkurrenten Port FC anschloss. Mit dem Verein gewann er 2019 den FA Cup. Im Endspiel gewann Port mit 1:0 gegen Ratchaburi Mitr Phol. Im Spiel um den Thailand Champions Cup verlor Port gegen den Meister Chiangrai United mit 0:2. Nach 150 Ligaspielen gab der Verein Ende Juli 2025 die Trennung von Deeromram bekannt. Ende Juli 2025 zog es ihn nach Malaysia. Hier unterschrieb er in Shah Alam einen Vertrag beim Erstligisten Selangor FC.

### Nationalmannschaft
Von 2014 bis 2016 absolvierte Kevin Deeromram insgesamt zehn Partien für diverse schwedische Jugendauswahlen. Seit 2017 läuft er für den thailändischen Verband auf. Sein Debüt für die A-Nationalmannschaft gab er in einem Freundschaftsspiel am  6. Juni 2017 gegen Usbekistan (0:2) in Taschkent im Bunyodkor-Stadion, dem heutigen Milliy-Stadion. Anschließend bestritt er im August vier Begegnungen für die thailändischen U-23 bei den Südostasienspiele 2017 in Malaysia, wo man den Titel gewinnen konnte. Im März 2022 folgten dann zwei weitere Einsätze für die A-Auswahl in den Testspielen gegen Nepal (2:0) und Suriname (1:0) und zuletzt war er im November 2023 in der WM-Qualifikation gegen China (1:2) aktiv.

## Erfolge
Port FC
- Thailändischer Pokalsieger: 2019

Thailand U-23
- Südostasienspiele: 2017

## Sonstiges
Kevin Deeromram ist Sohn einer Thailänderin und eines Schweden.